# 28467 Maurentejamie
28467 Maurentejamie este un asteroid din centura principală de asteroizi.

## Descriere
28467 Maurentejamie este un asteroid din centura principală de asteroizi. A fost descoperit pe 7 ianuarie 2000 la Socorro, New Mexico, în cadrul proiectului LINEAR. Asteroidul prezintă o orbită caracterizată de o semiaxă mare de 2,24 ua, o excentricitate de 0,13 și o înclinație de 7,0° în raport cu ecliptica.